# Американская футбольная лига
Американская футбольная лига (АФЛ) (англ. American Football League (AFL)) была главной профессиональной футбольной лигой, которая действовала в течение десяти сезонов с 1960 по 1969 год, когда она объединилась с более старой Национальной футбольной лигой (НФЛ) и стала Американской футбольной конференцией (АФК).

## История
Выскочка АФЛ действовала в прямой конкуренции с более устоявшейся НФЛ на протяжении всего своего существования. Она был более успешным, чем более ранние оппоненты в НФЛ с одноименным названием лиг в 1926, 1936 и 1940 годах, а также с более поздней Всеамериканской футбольной конференции (которая существовала с 1944 по 1950 год, но проводила игры только с 1946 и 1949 год).
Эта четвертая версия АФЛ была самой успешной, созданной рядом владельцев, которым было отказано в расширении франшизы НФЛ или которые имели незначительные доли франшиз НФЛ. Первоначальный состав АФЛ состоял из восточного (Бостон Пэтриотс, Баффало Биллс, Хьюстон Ойлерз и Нью-Йорк Тайтенс) и западного (Даллас Тексанс, Денвер Бронкос, Лос-Анджелес Чарджерс и Окленд Рэйдерс) дивизионов. Лига впервые привлекла к себе внимание, подписав 75% от первого тура НФЛ в 1960 году, включая успешное подписание Хьюстоном звезды колледжа и победителя Хайсман Трофи Билли Кэннона.
В то время как первые годы АФЛ проходили в неравной конкуренцией и с низкой посещаемостью, лига поддерживалась щедрым телевизионным контрактом с American Broadcasting Company (ABC) (за которым последовал контракт с конкурирующей National Broadcasting Company (NBC) на игры, начинающиеся с 1965), который транслировал футбольную лигу более ориентированную на нападения, по всей стране. Продолжая привлекать лучших специалистов из колледжей и НФЛ к середине 1960-х годов, а также благодаря успешной смене франшизы Чарджерс после переезда из Лос-Анджелеса на юг в Сан-Диего и Тексанс на север в Канзас-Сити (стали называться Канзас-Сити Чифс), АФЛ учредила посвященный следующим. Изменение названия Тайтенс на Нью-Йорк Джетс ещё больше укрепило репутацию лиги среди основных средств массовой информации.
Поскольку жёсткая конкуренция взорвала оклады игроков в обеих лигах, особенно после серии «переходов», лиги договорились о слиянии в 1966 году. Среди условий были общий проект и игра чемпионата между двумя чемпионами лиги, впервые сыгранными в начале 1967, который в конечном итоге станет известен как Супербоул.
АФЛ и НФЛ существовали как отдельные лиги до 1970 года, с собственными расписаниями регулярного сезона и плей-офф, за исключением игры чемпионата. Комиссар НФЛ Пит Розел также стал исполнительным директором АФЛ с 26 июля 1966 года, после завершения слияния. За это время АФЛ расширился, добавив Майами Долфинс и Цинциннати Бенгалс. После проигрышей Канзас-Сити Чифс и Окленд Рэйдерс в первых двух играх чемпионата АФЛ-НФЛ (Супербоул I и Супербоул II) команде Грин-Бэй (1966–67) Нью-Йорк Джетс и Канзас-Сити Чифс выиграли Супербоул III и Супербоул IV (1968–69) соответственно, цементирование требования лиги, чтобы быть равными НФЛ.
В 1970 году АФЛ была поглощена НФЛ и прошла реорганизацию. Десять франшиз АФЛ вместе с тремя существовавшими командами НФЛ: Балтимор Колтс, Кливленд Браунс и Питтсбург Стилерс стали частью недавно сформированной американской футбольной конференции.

## Команды

### Франшизы АФЛ
| Дивизион  | Команда                                    | Первый сезон | Домашний стадион | Рекорд АФЛ (В-П-Н) | Титулы АФЛ | Судьба после слияния |
| --------- | ------------------------------------------ | ------------ | --- | ------------------ | ---------- | --- |
| Восточный | Бостон Пэтриотс                            | 1960         | Nickerson Field (1960–1962), Fenway Park (1963–1968), Alumni Stadium (1969)                                                | 64–69–9            | 0          | По-прежнему базируется в районе Большого Бостона. В 1971 году переехала в Фоксборо (штат Массачусетс) под названием Нью-Ингленд Пэтриотс.                        |
| Восточный | Баффало Биллс                              | 1960         | War Memorial Stadium (1960–1969)                                                                                           | 67–71–6            | 2          | По-прежнему базируется в районе Буффало-Ниагарского водопада. В 1973 году переехала в Орчард-парк (штат Нью-Йорк).                                               |
| Восточный | Хьюстон Ойлерз                             | 1960         | Jeppesen Stadium (1960–1964), Rice Stadium (1965–1967), Houston Astrodome (1968–1969)                                      | 72–69–4            | 2          | В 1997 переехала в Мемфис (штат Теннесси) сменив название на Теннесси Ойлерз, в 1998 году переехала в Нэшвилл, в 1999 году сменила название на Теннесси Тайтенс. |
| Восточный | Майами Долфинс                             | 1966         | Miami Orange Bowl (1966–1969)                                                                                              | 15–39–2            | 0          | По-прежнему базируется в районе Майами. В 2003 году их домашний стадион, который ранее имел адрес Майами, стал частью Майами-Гарденс (штат Флорида).             |
| Восточный | Нью-Йорк Тайтенс / Нью-Йорк Джетс          | 1960         | Polo Grounds (1960–1963), Shea Stadium (1964–1969)                                                                         | 71–67–6            | 1          | По-прежнему базируется в районе Нью-Йоркской агломерации. В 1984 году переехал в Ист-Ратерфорд (штат Нью-Джерси).                                                |
| Западный  | Цинциннати Бенгалс                         | 1968         | Nippert Stadium (1968–1969)                                                                                                | 7–20–1             | 0          | Базируется в Цинциннати. |
| Западный  | Даллас Тексанс/ Канзас-Сити Чифс           | 1960         | Cotton Bowl (1960–1962), Municipal Stadium (1963–1969)                                                                     | 92–50–5            | 3          | Базируется в Канзас-Сити. |
| Западный  | Денвер Бронкос                             | 1960         | Bears Stadium/Mile High Stadium (1960–1969)                                                                                | 39–97–4            | 0          | Базируется в Денвере. |
| Западный  | Лос-Анджелес Чарджерс / Сан-Диего Чарджерс | 1960         | Los Angeles Memorial Coliseum (1960), Balboa Stadium (1961–1966), San Diego Stadium (1967–1969)                            | 88–51–6            | 1          | Вернулась в Лос-Анджелес в 2017. |
| Западный  | Окленд Рэйдерс                             | 1960         | Kezar Stadium (1960), Candlestick Park (1961), Frank Youell Field (1962–1965), Oakland–Alameda County Coliseum (1966–1969) | 80–61–5            | 1          | Переехала в Лос-Анджелес в 1982 году, вернулась в Окленд в 1995 году, а затем переехала в Лас-Вегас (штат Невада) в 2020 году.                                   |

Сегодня два из восьми дивизионов НФЛ полностью состоят из бывших команд АФЛ: AFC West (Бронкос, Чарджерс, Чифс и Рэйдерс) и AFC East (Биллс, Долфинс, Джетс и Пэтриотс). Кроме того Бенгалс теперь играют в AFC North, а Тайтенс (бывшие Ойлерз) в AFC South.
Все стадионы, используемые в АФЛ, были со временем заменены НФЛ на новые. Бывшие стадионы в настоящее время либо используются для других целей (San Diego Stadium, Oakland–Alameda County Coliseum, Los Angeles Memorial Coliseum, Fenway Park, Nickerson Field, Alumni Stadium, Nippert Stadium, the Cotton Bowl, Balboa Stadium and Kezar Stadium), либо стоят свободными (Houston Astrodome), либо разрушены.

## Победители АФЛ
| Восточный дивизион | Западный дивизион | Участник Супербоула | Победитель Супербоула |

| Сезон | Дата            | Победившая команда   | Счёт        | Проигравшая команда   | MVP             | Стадион                             | Посещаемость |
| ----- | --------------- | -------------------- | ----------- | --------------------- | --------------- | ----------------------------------- | ------------ |
| 1960  | 1 января 1961   | Хьюстон Ойлерз       | 24–16       | Лос-Анджелес Чарджерс | Billy Cannon    | Jeppesen Stadium                    | 32,183       |
| 1961  | 24 декабря 1961 | Хьюстон Ойлерз (2)   | 10–3        | Сан-Диего Чарджерс    | Billy Cannon    | Balboa Stadium                      | 29,556       |
| 1962  | 23 декабря 1962 | Даллас Тексанс       | 20–17 (2OT) | Хьюстон Ойлерз        | Jack Spikes     | Jeppesen Stadium (2)                | 37,981       |
| 1963  | 5 января 1964   | Сан-Диего Чарджерс   | 51–10       | Бостон Пэтриотс       | Keith Lincoln   | Balboa Stadium (2)                  | 30,127       |
| 1964  | 26 декабря 1964 | Баффало Биллс        | 20–7        | Сан-Диего Чарджерс    | Jack Kemp       | War Memorial Stadium                | 40,242       |
| 1965  | 26 декабря 1965 | Баффало Биллс (2)    | 23–0        | Сан-Диего Чарджерс    | Jack Kemp       | Balboa Stadium (3)                  | 30,361       |
| 1966  | 1 января 1967   | Канзас-Сити Чифс (2) | 31–7        | Баффало Биллс         | Len Dawson      | War Memorial Stadium(2)             | 42,080       |
| 1967  | 31 декабря 1967 | Окленд Рэйдерс       | 40–7        | Хьюстон Ойлерз        | Daryle Lamonica | Oakland–Alameda County Coliseum     | 53,330       |
| 1968  | 29 декабря 1968 | Нью-Йорк Джетс       | 27–23       | Окленд Рэйдерс        | Joe Namath      | Shea Stadium                        | 62,627       |
| 1969  | 4 января 1970   | Канзас-Сити Чифс (3) | 17–7        | Окленд Рэйдерс        | Otis Taylor     | Oakland–Alameda County Coliseum (2) | 53,561       |